# Észak-Rajna-Vesztfália települései

## Szabad városok
| Városok             |     |
| ------------------- | --- |
| Aachen1             | AC  |
| Bielefeld           | BI  |
| Bochum              | BO  |
| Bonn                | BN  |
| Bottrop             | BOT |
| Dortmund            | DO  |
| Duisburg            | DU  |
| Düsseldorf          | D   |
| Essen               | E   |
| Gelsenkirchen       | GE  |
| Hagen               | HA  |
| Hamm                | HAM |
| Herne               | HER |
| Köln                | K   |
| Krefeld             | KR  |
| Leverkusen          | LEV |
| Mönchengladbach     | MG  |
| Mülheim an der Ruhr | MH  |
| Münster             | MS  |
| Oberhausen          | OB  |
| Remscheid           | RS  |
| Solingen            | SG  |
| Wuppertal           | W   |

## Városok és települések

### Nagyvárosi központok
- Arnsberg
- Bergheim*
- Bergisch Gladbach
- Bocholt
- Castrop-Rauxel
- Detmold
- Dinslaken
- Dormagen
- Dorsten
- Düren
- Gladbeck
- Grevenbroich
- Gütersloh
- Herford
- Herten
- Iserlohn
- Kerpen
- Lippstadt
- Lüdenscheid
- Lünen
- Marl
- Minden
- Moers
- Neuss
- Paderborn
- Ratingen
- Recklinghausen
- Rheine
- Siegen
- Troisdorf
- Unna*
- Velbert
- Viersen
- Wesel
- Witten

### Közepes méretű városok
- Ahaus
- Ahlen
- Alsdorf
- Altena
- Bad Honnef
- Bad Oeynhausen
- Bad Salzuflen
- Baesweiler
- Beckum
- Bergkamen
- Borken
- Bornheim
- Brilon
- Brühl
- Bünde
- Coesfeld
- Datteln
- Delbrück
- Dülmen
- Emmerich am Rhein
- Emsdetten
- Ennepetal
- Erftstadt
- Erkelenz
- Erkrath
- Eschweiler
- Espelkamp
- Euskirchen
- Frechen
- Geilenkirchen
- Geldern
- Gevelsberg
- Goch
- Greven
- Gronau (Westf.)
- Gummersbach
- Haan
- Haltern am See
- Hamminkeln
- Hattingen
- Heiligenhaus
- Heinsberg
- Hemer
- Hennef (Sieg)
- Herdecke*
- Herzogenrath
- Hilden
- Höxter
- Hückelhoven
- Hürth
- Ibbenbüren
- Jülich
- Kaarst
- Kamen
- Kamp-Lintfort
- Kempen
- Kevelaer
- Kleve
- Königswinter
- Korschenbroich
- Kreuztal
- Lage
- Langenfeld
- Leichlingen
- Lemgo
- Lennestadt
- Lohmar
- Löhne
- Lübbecke
- Mechernich
- Meckenheim
- Meerbusch
- Menden (Sauerland)
- Meschede
- Mettmann
- Monheim am Rhein
- Netphen
- Nettetal
- Neukirchen-Vluyn
- Niederkassel
- Oelde
- Oer-Erkenschwick
- Olpe*
- Overath
- Petershagen
- Plettenberg
- Porta Westfalica
- Pulheim
- Radevormwald*
- Rheda-Wiedenbrück
- Rheinbach
- Rheinberg
- Rietberg
- Rösrath
- Sankt Augustin
- Schloß Holte-Stukenbrock
- Schmallenberg
- Schwelm
- Schwerte
- Selm
- Siegburg
- Soest
- Sprockhövel
- Steinfurt
- Stolberg (Észak-Rajna-Vesztfália)
- Sundern
- Tönisvorst
- Verl
- Voerde
- Waltrop
- Warendorf
- Warstein
- Wegberg
- Werdohl
- Werl
- Wermelskirchen
- Werne
- Wesseling
- Wetter (Ruhr)
- Wiehl
- Willich
- Wipperfürth
- Wülfrath
- Würselen

### A körzethez tartozó egyéb városok
- Attendorn
- Bad Berleburg
- Bad Driburg
- Bad Laasphe
- Bad Lippspringe
- Bad Münstereifel
- Bad Wünnenberg
- Balve
- Barntrup
- Bedburg
- Bergneustadt
- Beverungen
- Billerbeck
- Blomberg
- Borgentreich
- Borgholzhausen
- Brakel
- Breckerfeld
- Büren
- Burscheid
- Drensteinfurt
- Drolshagen
- Elsdorf
- Enger
- Ennigerloh
- Erwitte
- Freudenberg
- Fröndenberg/Ruhr
- Gescher
- Geseke
- Halle
- Hallenberg
- Halver
- Harsewinkel
- Heimbach
- Hilchenbach
- Horn-Bad Meinberg
- Hörstel
- Horstmar
- Hückeswagen
- Isselburg
- Kalkar
- Kierspe
- Lengerich
- Lichtenau
- Linnich
- Lüdinghausen
- Lügde
- Marienmünster
- Marsberg
- Medebach
- Meinerzhagen
- Monschau
- Neuenrade
- Nideggen
- Nieheim
- Ochtrup
- Oerlinghausen
- Olfen
- Olsberg
- Preußisch Oldendorf
- Rahden
- Rees
- Rhede
- Rüthen
- Salzkotten
- Sassenberg
- Schieder-Schwalenberg
- Schleiden
- Sendenhorst
- Spenge
- Stadtlohn
- Steinheim
- Straelen
- Tecklenburg
- Telgte
- Übach-Palenberg
- Velen
- Versmold
- Vlotho
- Vreden
- Waldbröl
- Warburg
- Wassenberg
- Werther (Westf.)
- Willebadessen
- Winterberg
- Xanten
- Zülpich

### A körzethez tartozó egyéb települések
- Aldenhoven
- Alfter
- Alpen
- Altenbeken
- Altenberge
- Anröchte
- Ascheberg
- Augustdorf
- Bad Sassendorf
- Bedburg-Hau
- Beelen
- Bestwig
- Blankenheim
- Bönen
- Borchen
- Brüggen
- Burbach
- Dahlem
- Dörentrup
- Eitorf
- Engelskirchen
- Ense
- Erndtebrück
- Eslohe
- Everswinkel
- Extertal
- Finnentrop
- Gangelt
- Grefrath
- Havixbeck
- Heek
- Heiden
- Hellenthal
- Herscheid
- Herzebrock-Clarholz
- Hiddenhausen
- Hille
- Holzwickede
- Hopsten
- Hövelhof
- Hüllhorst
- Hünxe
- Hürtgenwald
- Inden
- Issum
- Jüchen
- Kall
- Kalletal
- Kerken
- Kirchhundem
- Kirchlengern
- Kranenburg
- Kreuzau
- Kürten
- Ladbergen
- Laer
- Langenberg
- Langerwehe
- Legden
- Leopoldshöhe
- Lienen
- Lindlar
- Lippetal
- Lotte
- Marienheide
- Merzenich
- Metelen
- Mettingen
- Möhnesee
- Morsbach
- Much
- Nachrodt-Wiblingwerde
- Nettersheim
- Neuenkirchen
- Neunkirchen
- Neunkirchen-Seelscheid
- Niederkrüchten
- Niederzier
- Nordkirchen
- Nordwalde
- Nörvenich
- Nottuln
- Nümbrecht
- Odenthal
- Ostbevern
- Raesfeld
- Recke
- Reichshof
- Reken
- Rheurdt
- Rödinghausen
- Roetgen
- Rommerskirchen
- Rosendahl
- Ruppichteroth
- Saerbeck
- Schalksmühle
- Schermbeck
- Schlangen
- Schöppingen
- Schwalmtal
- Selfkant
- Senden
- Simmerath
- Sonsbeck
- Steinhagen
- Stemwede
- Südlohn
- Swisttal
- Titz
- Uedem
- Vettweiß
- Wachtberg
- Wachtendonk
- Wadersloh
- Waldfeucht
- Weeze
- Weilerswist
- Welver
- Wenden
- Westerkappeln
- Wettringen
- Wickede (Ruhr)
- Wilnsdorf
- Windeck